# Bertrimoutier
Bertrimoutier és un municipi francès, situat al departament dels Vosges i a la regió del Gran Est. L'any 2007 tenia 374 habitants.

## Demografia

### Població
El 2007 la població de fet de Bertrimoutier era de 374 persones. Hi havia 144 famílies, de les quals 32 eren unipersonals (8 homes vivint sols i 24 dones vivint soles), 48 parelles sense fills, 56 parelles amb fills i 8 famílies monoparentals amb fills.
La població ha evolucionat segons el següent gràfic:
Habitants censats

### Habitatges
El 2007 hi havia 162 habitatges, 146 eren l'habitatge principal de la família, 12 eren segones residències i 4 estaven desocupats. 147 eren cases i 13 eren apartaments. Dels 146 habitatges principals, 128 estaven ocupats pels seus propietaris, 14 estaven llogats i ocupats pels llogaters i 4 estaven cedits a títol gratuït; 2 tenien dues cambres, 9 en tenien tres, 32 en tenien quatre i 103 en tenien cinc o més. 129 habitatges disposaven pel capbaix d'una plaça de pàrquing. A 64 habitatges hi havia un automòbil i a 72 n'hi havia dos o més.

### Piràmide de població
La piràmide de població per edats i sexe el 2009 era:
| Homes | Edats   | Dones |
| ----- | ------- | ----- |
| 0     | 95 o +  | 0     |
| 0     | 90 a 94 | 0     |
| 4     | 85 a 89 | 4     |
| 0     | 80 a 84 | 8     |
| 16    | 75 a 79 | 16    |
| 0     | 70 a 74 | 4     |
| 12    | 65 a 69 | 4     |
| 4     | 60 a 64 | 8     |
| 4     | 55 a 59 | 4     |
| 8     | 50 a 54 | 28    |
| 8     | 45 a 49 | 4     |
| 24    | 40 a 44 | 16    |
| 12    | 35 a 39 | 20    |
| 12    | 30 a 34 | 4     |
| 8     | 25 a 29 | 16    |
| 12    | 20 a 24 | 4     |
| 12    | 15 a 19 | 12    |
| 4     | 10 a 14 | 24    |
| 16    | 5 a 9   | 8     |
| 0     | 0 a 4   | 8     |

## Economia
El 2007 la població en edat de treballar era de 233 persones, 179 eren actives i 54 eren inactives. De les 179 persones actives 166 estaven ocupades (95 homes i 71 dones) i 13 estaven aturades (6 homes i 7 dones). De les 54 persones inactives 21 estaven jubilades, 21 estaven estudiant i 12 estaven classificades com a «altres inactius».

### Ingressos
El 2009 a Bertrimoutier hi havia 150 unitats fiscals que integraven 380,5 persones, la mediana anual d'ingressos fiscals per persona era de 18.842 €.

### Activitats econòmiques
Dels 26 establiments que hi havia el 2007, 1 era d'una empresa extractiva, 1 d'una empresa de fabricació d'altres productes industrials, 8 d'empreses de construcció, 6 d'empreses de comerç i reparació d'automòbils, 1 d'una empresa d'hostatgeria i restauració, 1 d'una empresa financera, 3 d'empreses de serveis, 4 d'entitats de l'administració pública i 1 d'una empresa classificada com a «altres activitats de serveis».
Dels 9 establiments de servei als particulars que hi havia el 2009, 1 era una funerària, 4 paletes, 1 guixaire pintor, 1 fusteria, 1 lampisteria i 1 restaurant.
Dels 2 establiments comercials que hi havia el 2009, 1 era un supermercat i 1 una peixateria.
L'any 2000 a Bertrimoutier hi havia 5 explotacions agrícoles.

## Equipaments sanitaris i escolars
El 2009 hi havia una escola elemental integrada dins d'un grup escolar amb les comunes properes formant una escola dispersa.

## Poblacions més properes
El següent diagrama mostra les poblacions més properes.